# 徳川事件

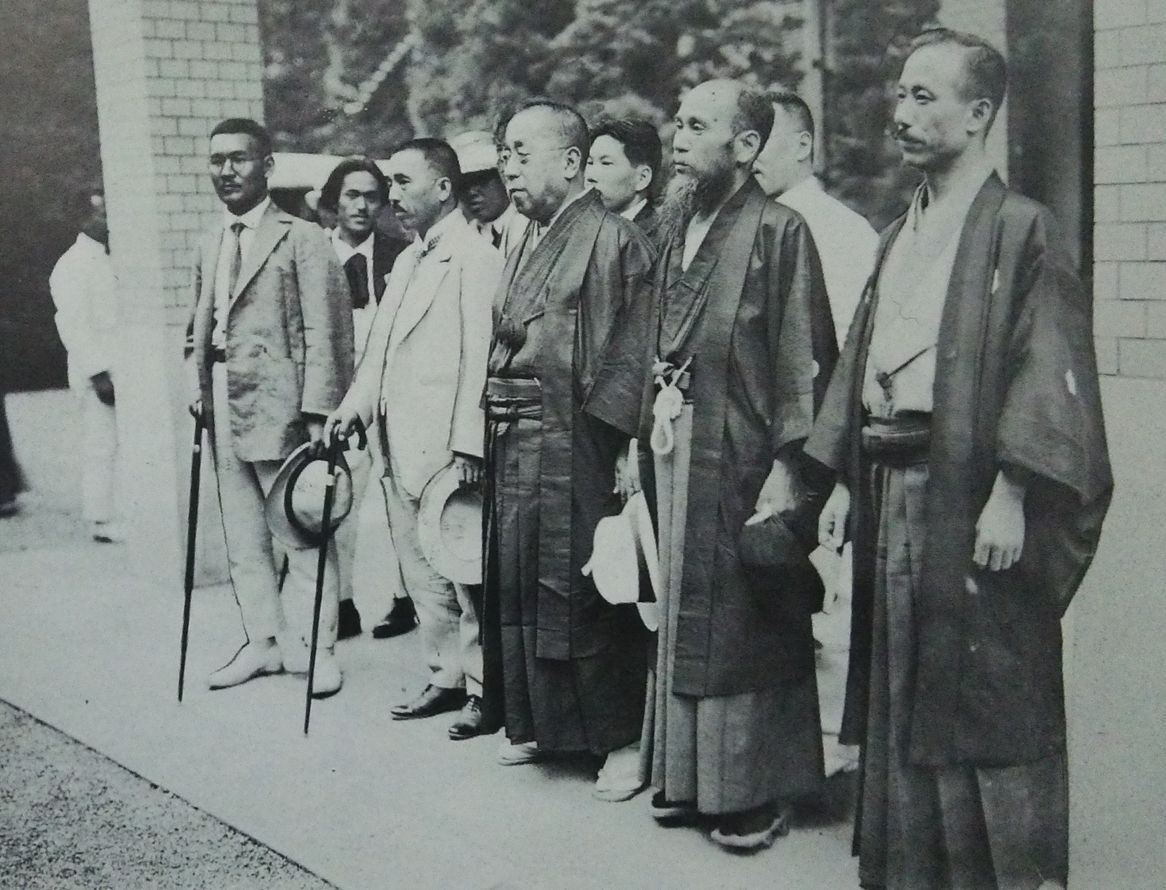
徳川事件の際、辞爵についての交渉を持った徳川家達（中央）と水平社の団員たち。家達の右に村岡静五郎、左に南梅吉。南の奥には平野小剣の姿も。

徳川事件（とくがわじけん）とは、1928年（昭和3年）に全国水平社と徳川宗家との間に起こった一連の事件。

## 概要
徳川宗家第16代当主で当時貴族院議長だった徳川家達公爵に対し、水平社は部落差別の原因は徳川家が作ったとして辞爵を要求するも、家達側は「天皇陛下の思し召しで公爵に列せられた以上、勝手に辞退するのは大御心にそむくもの」とこれを拒否。水平社の主張は「天皇のもと平等であるべき万民の間に差別が出来たのは徳川家の責任」という論理で、1925年（大正14年）の先の全国水平社大会では徳川一門に対する辞爵勧告が可決されている。後に水平社のメンバー数名が家達の暗殺を企てたとして逮捕され、1名が獄死。戦後に参議院副議長や部落解放同盟委員長となる松本治一郎もこの時に逮捕され、これに怒った松本の知人・浜嘉蔵が徳川邸（900坪）に放火し、全焼させた。被害額は当時の金額で260万円といわれ、浜は翌年逮捕されて懲役15年の判決を受けた。